# Xung đột biên giới Nga – Thanh
Xung đột biên giới Nga – Thanh (1652 - 1689) là một loạt các vụ đụng độ vũ trang giữa nhà Thanh, với sự trợ giúp từ nhà Triều Tiên, và Sa quốc Nga, tranh giành quyền kiểm soát lãnh thổ ở phía bắc sông Amur. Giao tranh lên đến đỉnh điểm với cuộc vây hãm pháo đài Albazin vào năm 1685 và 1686–1687. Cuộc xung đột kết thúc với việc ký kết Điều ước Nerchinsk vào năm 1689, phân định biên giới giữa nhà Thanh và Nga.
Vào những năm 1640, người Nga đã đến được lưu vực Amur trong quá trình chinh phục vùng Siberia và Viễn Đông, và từ năm 1643 đã bắt đầu quá trình thuộc địa hóa nơi đây. Hành động này đã làm dấy lên sự phẫn nộ của nhà Thanh. Người Mãn quyết định đánh đuổi người Nga khỏi vùng Amur và xung đột nổ ra vào năm 1652. Đến năm 1658, nhà Thanh đã di dời hầu hết các bộ lạc địa phương ở thượng nguồn và trung lưu sông Amur về phía nam xuống sông Nộn và Tùng Hoa, đồng thời đánh tan quân Nga trên sông Amur. Trong một khoảng thời gian dài, không có lực lượng có tổ chức nào kiểm soát vùng Amur.
Sau một vài năm, người Nga quay trở lại và vào năm 1665, xây dựng Albazin trên thượng nguồn sông Amur và bắt đầu định cư trong khu vực. Đồng thời, Nga cố gắng đàm phán với nhà Thanh, cử một số phái đoàn ngoại giao trong những năm 1650 - 1670 với mục đích thiết lập quan hệ ngoại giao và thương mại, nhưng vấn đề biên giới vẫn chưa được giải quyết.
Sau khi Loạn Tam phiên kết thúc vào năm 1681, người Mãn tập trung lực lượng để chống lại Nga. Sau khi chuẩn bị kỹ lưỡng, nhà Thanh phát động một cuộc tấn công về phía bắc. Năm 1683, quân Thanh xây dựng một cứ điểm ở trung lưu sông Amur, cũng như phá hủy các pháo đài của Nga gần đó trên sông Zeya. Năm 1685, quân Thanh hành quân đến Albazin, phá hủy pháo đài, sau đó quay trở lại phía nam. Người Nga nhanh chóng xây dựng lại nơi đây. Khang Hy ra lệnh cho một cuộc tấn công mới. Tháng 5 năm 1686, quân Thanh mở cuộc tấn công thứ hai vào Albazin. Lần này, người Nga đã chuẩn bị tốt hơn nhiều, củng cố các tuyến phòng thủ và kiên trì chiến đấu cho đến giữa năm 1687, khi Khang Hy kết thúc cuộc vây hãm và lựa chọn đàm phán ngoại giao. Đồng thời - dưới áp lực của nhà Thanh - trong những năm 1685–1688, các thành trì của Nga ở Ngoại Baikal đã bị Mông Cổ tấn công nhiều lần.
Sa hoàng cử Fyodor Golovin đến đàm phán hòa bình vào năm 1686, và gặp gỡ các đại diện của nhà Thanh ở Nerchinsk vào tháng 8 năm 1689. Người Mãn đã tuyên bố chủ quyền tới tận hồ Baikal với lý do từng thuộc về nhà Nguyên. Người Nga đề xuất một biên giới trên sông Amur. Nhà Thanh sử dụng ưu thế quân sự để gây áp lực, buộc Nga phải chấp nhận hầu hết các yêu sách của mình. Cuối cùng, hai bên đồng ý một biên giới trên một dãy núi phía bắc sông Amur. Điều ước Nerchinsk cũng bao gồm một số các quy tắc về vấn đề thương mại.

## Bối cảnh
Vào cuối thế kỷ 16 và đầu thế kỷ 17, Nỗ Nhĩ Cáp Xích thống nhất nhiều bộ lạc người Nữ Chân và Mông Cổ ở Đông Bắc Trung Quốc ngày nay. Năm 1616, ông tự xưng là Đại Hãn, thành lập triều đại Hậu Kim, và bắt đầu giao tranh trực tiếp với quân Minh ở Liêu Đông. Hoàng Thái Cực, người kế nhiệm Nỗ Nhĩ Cáp Xích, thành lập nhà Thanh và tiếp tục các cuộc tấn công nhà Minh, Triều Tiên, đồng thời mở các cuộc viễn chinh về phía Bắc, chống lại các bộ tộc sống bên bờ sông Amur: Hurka, Solon và Daur. Năm 1636, thành Ningguta được xây dựng bên bờ sông Mẫu Đơn, làm bàn đạp tấn công các bộ tộc phía Bắc vào những năm 1640. Trong khi đó, sau khi kiểm soát Bắc Kinh vào năm 1644, người Mãn Châu mở rộng tấn công về phía Nam, chinh phục toàn bộ nhà Minh.
Trong cùng khoảng thời gian này, với mục đích tìm kiếm lông thú, người Nga, chủ yếu là Cossack, tiếp tục mở rộng về phía đông, khai phá thám hiểm vùng Siberia, mang theo những vũ khí mới, cướp bóc và áp đặt yasak (cống nạp) với các bộ tộc Mông Cổ-Tungus dưới danh nghĩa Sa hoàng. Tới năm 1620, đã có 50 thành lũy ở vùng Siberia. Trong những năm 1630, người Nga đã tới bờ biển Thái Bình Dương, các vùng đất đồng cỏ của người Buryat dọc theo sông Angara và hồ Baikal, đồng thời thành lập Yakutsk (thủ phủ Yakutia) vào năm 1632, nơi, với sự dồi dào thức ăn cho ngựa và cá Odacidae, trở thành trung tâm định cư của người Nga và là cứ điểm chính để Nga mở rộng hơn nữa ở khu vực Viễn Đông. Bên cạnh đó, nhà nước Nga cũng mong muốn tìm con đường tiếp cận với thị trường thương mại Trung Quốc; mong muốn này càng được thúc đẩy mạnh mẽ nhờ lợi nhuận từ các cuộc giao thương đầu thế kỷ XVII với các bộ tộc ở Tây Mông Cổ.

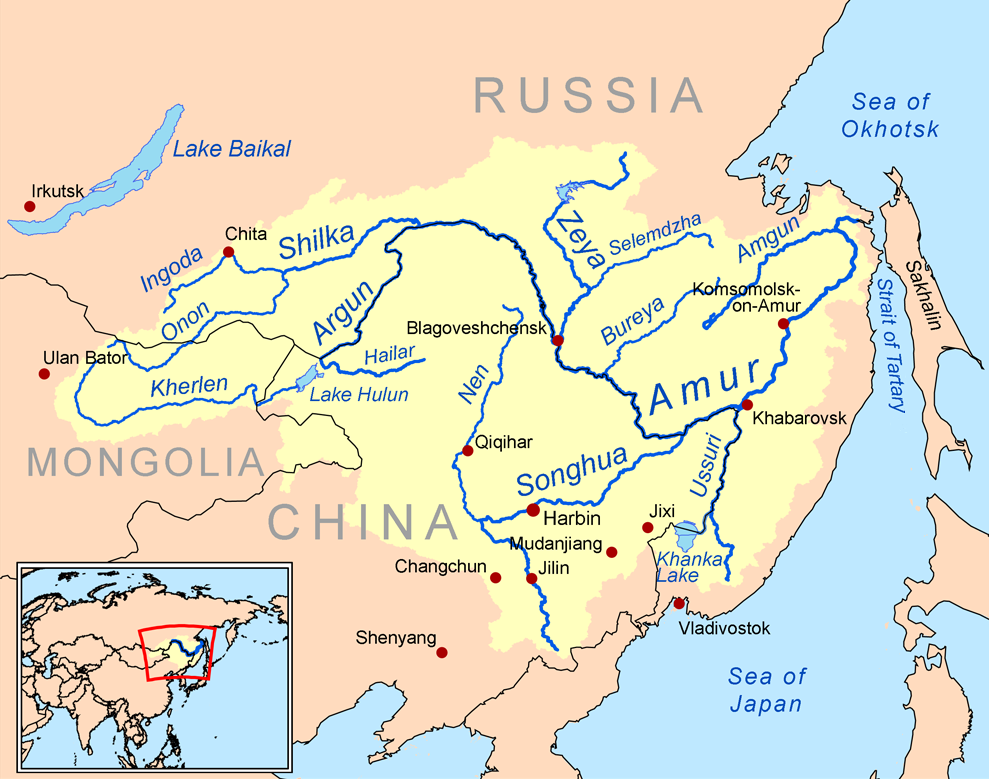
Bản đồ lưu vực sông Amur

Trong những năm 1640 và 1650, nghe câu chuyện về thiên đường trù phú và màu mỡ trên sông Amur, người Nga chuyển hướng về phía đông nam, xâm nhập vào lưu vực sông Amur. Đây là nơi sinh sống của nhiều tộc người vốn đã cống nạp cho nhà Thanh từ trước. Việc người Nga đến khu vực Amur-Hắc Long Giang báo hiệu sự trỗi dậy của một cường quốc thứ hai sẵn sàng tham gia vào mạng lưới liên minh và các mối quan hệ cống nạp đã tồn tại trong khu vực. Năm 1643, một đội thám hiểm đầu tiên gồm 133 người do Vasili Poyarkov dẫn đầu từ Yakutsk xuôi dòng đi về phía nam. Việc di chuyển ban đầu rất chậm và khó khăn, do những thác và ghềnh khó khăn trên sông Aldan và các phụ lưu. Sau 11 tuần, họ vẫn chưa vượt qua dãy Stanovoy và buộc phải dựng các khu trại trú đông. Chỉ khi mùa xuân đến và dòng sông tan băng thì Poyarkov mới có thể tiếp tục cuộc hành trình về phía nam tới sông Amur, nơi họ bắt gặp một ngôi làng người Daur trên sông Zeya. Người Daur chào đón họ, nhưng mối quan hệ nhanh chóng xấu đi khi những người Cossack đáp lại bằng bạo lực. Khi lương thực dần cạn kiệt, Poyarkov bắt tộc trưởng người Daur và cố gắng cướp từ người bản địa, dẫn đến giao tranh quyết liệt. Khi sự phản kháng gia tăng, Poyarkov xuôi thuyền xa hơn về phía nam. Họ tiếp tục khám phá vùng trung và hạ lưu của sông Amur, trước khi ra đến Thái Bình Dương. Tại đây họ đi thuyền về phía bắc dọc theo bờ biển Okhotsk và cuối cùng vượt núi quay về Yakutsk vào năm 1646. Trong quá trình này, đối mặt với các cuộc tấn công của những người bản xứ và nguồn dự trữ ngày càng giảm, Poyarkov đã xây dựng nhiều ostrog, những thành trì kiên cố tại những điểm chiến lược để gây ảnh hưởng dọc theo dòng Amur. Thường bị áp đảo về quân số, nhưng kỹ thuật quân sự vượt trội đã mang lại lợi thế cho họ trước người bản xứ. Do đó, người Nga dựa vào những ostrog như những căn cứ tạm thời để trú đông, dự trữ và cướp phá.

## Bùng phát xung đột
Vùng đất thung lũng sông Amur đã lôi kéo người Nga vào cuộc xung đột với nhà Thanh. Năm 1649, đoàn thám hiểm thứ hai do Yerofey Khabarov chỉ huy được cử đi. Khabarov đến vùng thượng lưu của sông Amur, nơi sinh sống của người Daur, nhận thấy họ đã bỏ hoang làng mạc rời đi để tránh tiếp xúc với người Cossack. Chuyến đi không mang lại lợi ích trước mắt nhưng có vai trò quan trọng: Khabarov tìm ra các tuyến đường sông thuận tiện hơn và nhận thấy cần phải đi xuống xa hơn với lực lượng lớn hơn. Hài lòng với kết quả, Khabarov, cùng một số người, quay trở lại Yakutsk. Những người còn lại thu cống nạp từ các bộ lạc lân cận.
Khabarov lại khởi hành một lần nữa từ Yakutsk vào năm 1650, xuôi thuyền về phía nam và cuối cùng đến Yakesa (雅克薩, Nha Khắc Tát), một khu định cư kiên cố của người Daur. Sử dụng súng và pháo hạm, Khabarov khuất phục người Daur và xây dựng Albazin — khu định cư đầu tiên của nguời Nga bên sông Amur. Giữa năm 1651, Khabarov đi thuyền xuôi sông Amur từ Albazin với hơn 200 người Cossack và ít nhất 3 khẩu đại bác lớn. Sau 4 ngày, họ đến được một khu định cư lớn của người Daur do Guigudar cai trị. Một đội quân Nanai-Ducher hơn 800 người, cùng với 50 kỵ binh người Mãn đồn trú ở bên trong thành, một nơi được củng cố bởi ba tuyến phòng thủ. Tuy nhiên, lợi thế về vũ khí mới có ý nghĩa quyết định. Người Nga nhanh chóng giành chiến thắng và tàn sát những người thua trận. Sau chiến thắng, xuôi theo dòng Amur, Khabarov tiếp tục các cuộc chinh phạt chống lại các bộ lạc khác cho đến khi đến Achansk (烏扎拉, Ô Trát Lạp, ngày nay là Khabarovsk), một khu định cư lớn của người Nanai. Ban đầu, người Nanai chào đón người Nga khi họ đến vào khoảng cuối tháng 8 năm 1651 và thiết lập một pháo đài tạm thời ở gần đó. Vào ngày 5 tháng 9, một liên quân người Nanai-Ducher tập kích doanh trại, tận dụng thời điểm một số Cossack rời khỏi. Với hơn 800 người, họ áp đảo về mặt quân số nhưng cuối cùng vẫn bị đánh bại. Người Nga sau đó xây dựng một thành trì ở Achansk, đặt theo tên Khabarov. Sự kiện này khiến người Mãn quyết định cần phải đánh đuổi người Nga và tái khẳng định bá quyền ở vùng Amur. Biết tới sự xâm nhập của Nga ngay từ năm 1643, người Mãn Châu chỉ nhận ra mức độ nghiêm trọng 8 năm sau khi các bộ lạc địa phương cầu xin giúp đỡ.

## Giao tranh trong những năm 1650

Hành động của người Nga (đỏ) và Thanh (xanh da trời) trong khu vực vào những năm 1650, sự di cư của các bộ tộc bên sông Amur về phía nam (màu xanh lá cây)

### Năm 1652
Năm 1652, Thuận Trị phát động cuộc tấn công chống lại người Cossack ở Achansk. Một lực lượng tinh nhuệ gồm khoảng 2.000 người, được trang bị cung tên, một số súng hỏa mai và đại bác, được tập hợp ở Ningguta (寧古塔, Ninh Cổ Tháp), một đồn trú của người Mãn ở thung lũng sông Mẫu Đơn. Sau đó, tướng Haise (海色, Hải Sắc), chỉ huy của Ningguta, và binh lính khởi hành đến Achansk. Với những khẩu đại bác, quân Mãn đã chọc thủng thành công các bức tường thành của nguời Nga. Tuy nhiên, có thể người chỉ huy đã quá tự tin và không biết về sức mạnh quân sự của Nga, hoặc có thể muốn bắt sống người Nga, người Cossack đã tận dụng thời điểm này và phản kháng quyết liệt, đẩy lùi cuộc tấn công của người Mãn. Cuối cùng, quân Nga giành chiến thắng, giết chết gần 700 người trong khi chỉ mất vỏn vẹn 10 người, theo Khabarov. Người Mãn phải chịu thất bại mặc dù có lợi thế về quân số và phải rút lui về Ningguta. Trận thua buộc nhà Thanh phải hành động quyết liệt hơn, Haise bị xử tử và thay thế bởi Sarhuda, một chỉ huy với nhiều kinh nghiệm trận mạc.

### Năm 1654
Lo ngại ảnh hưởng của Nga đối với các bộ lạc địa phương dọc theo sông Amur và muốn lấy đi nguồn lương thực của người Nga, người Mãn tiến hành tấn công các nhóm người phía bắc trong những năm 1650 và 1660, cướng bức di cư một lượng lớn về phía nam. Vào năm 1654, nhà Thanh cử một đội quân khác, lần này yêu cầu Triều Tiên phái người đến hỗ trợ. Ngay khi nhận tin, Triều Tiên Hiếu Tông cử đi tướng Pyŏn Kŭp (邊岌, Biên Ngập) cùng với 100 điểu thương thủ và 52 lính hậu cần; họ gia nhập lực lượng người Mãn ở Ningguta sau 8 ngày.
Trong khi đó, vào năm 1653, Onufriy Stepanov thay thế Khabarov và tiếp tục các hoạt động dọc theo sông Amur. Đối mặt với nguồn cung cấp cạn kiệt, Stepanov đi về phía nam. Khi mùa xuân đến, thêm 50 người Cossack từ hồ Baikal gia nhập đội quân của Stepanov. Họ đi thuyền về phía cửa sông Tùng Hoa, nơi chạm trán với liên quân Thanh-Triều Tiên.
Cả hai bên trao đổi hỏa lực dữ dội. Quân của Stepanov có 400 người và 39 tàu, nhưng với ưu thế vượt trội về kích thước tàu, hỏa lực và năng lực chiến đấu, người Nga vượt trội trước hạm đội 160 tàu và 1.000 lính Thanh-Triều Tiên trên sông, buộc họ bỏ tàu lên bờ. Trong khi đó, trên bờ, đặc biệt là ở một ngọn đồi nhìn ra hợp lưu sông Tùng Hoa và Mẫu Đơn, có đồn trú 100 lính điểu thương thủ Triều Tiên, 300 người Daur và 300 người Mãn, cố thủ trong chiến hào sau các chiến lũy. Khi người Nga đuổi theo tới nơi, Pyŏn Kŭp và những điểu thương thủ đã lật ngược tình thế, gây ra thương vong nặng nề, buộc quân Nga phải rút lui. Liên quân Thanh-Triều Tiên truy đuổi trong 3 ngày. Quân của Stepanov chạy lên sông Amur và thậm chí qua sông Zeya. Quân Thanh sau đó xây một pháo đài đất bên sông Amur, và rút về Ningguta.
Mặc dù lực lượng suy giảm và mất tinh thần, quân của Stepanov vẫn còn và tiếp tục gây ảnh hưởng dọc theo sông Amur trong nhiều năm tiếp theo. Cũng phải nói thêm, một số bộ lạc bản địa coi sự hiện diện của người Cossack là cơ hội để nổi lên chống lại nhà Thanh. Năm 1654, Khabarov, khi đi thuyền xuống sông Shilka, chạm trán với một bộ tộc người Ducher. Những người bản địa này yêu cầu người Nga bảo vệ họ khỏi một chỉ huy người Mãn địa phương. Để đổi lấy sự bảo vệ như vậy, họ hứa sẽ quy thuận Sa hoàng và nộp yasak, cũng như cho Khabarov biết vị trí của một số tuyến đường. Những lời hứa bảo vệ của Cossack khiến nhiều người quy phục, trong đó có một số người người Hán phản Thanh phục Minh. Trong một cuộc tấn công năm 1654 xuống sông Tùng Hoa, Stepanov và Khabarov chạm trán với một người Hán, trốn chạy khỏi nhà Thanh và xin gia nhập những người Cossack.

### Năm 1655
Năm 1655, khi đang đi dọc theo sông Argun, Stepanov tìm thấy một số ngôi làng vốn đã cống nạp cho nhà Thanh, khiến những người Cossack không thể áp đặt yasak, buộc họ họ quay trở lại phía bắc.
Trên sông Kumar, Stepanov xây lại một pháo đài cũ tên là Kumarsk mà Khabarov trước đó xây. Sau trận chiến năm 1654, dự đoán trước sẽ bị tấn công, người Nga đã cố gắng gia cố Kumarsk hết sức có thể, bao gồm các bức tường đất phía sau 1 con mương sâu và rộng, 4 bức tường thành, 1 dãy hàng rào kép cho phép hỏa lực phòng thủ từ các bệ nâng và hệ thống đường ống dẫn nước xung quanh pháo đài để ngăn cháy. Sự chuẩn bị của Stepanov được đền đáp vào năm 1655 khi 1 đội quân nhà Thanh gồm 10.000 người do Mingandali (明安達理, Minh An Đạt Lý) chỉ huy với 15 khẩu đại bác, nhiều súng hỏa mai vây hãm thành Kumarsk. Bị áp đảo về quân số, lực lượng phòng thủ đã chống trả quyết liệt, đã đẩy lùi các cuộc tấn công của người Mãn. Sau nhiều ngày giao tranh ác liệt mà không có kết quả, quân Thanh rút lui do thiếu lương thực. Khi quân Thanh bao vây Kumarsk, hai tù nhân người Hán đảo tẩu sang phía Nga, muốn gia nhập và rửa tội theo đạo Thiên chúa.

### Năm 1658
Sau cuộc vây hãm thất bại, Sarhuda có lẽ nhận ra rằng chiến đấu với quân Nga sau những bức tường kiên cố là vô ích. Vào năm 1657, ông củng cố đội tàu, xây dựng xưởng đóng tàu trên thượng nguồn sông Tùng Hoa (thành phố Cát Lâm ngày nay) và bắt tay vào đóng những chiến thuyền lớn. Nhà Thanh một lần nữa yêu cầu Triều Tiên mang quân tới giúp, lần này do tướng Shin Ryu (申瀏, Thân Lưu) dẫn đầu, đến Ningguta cùng với 200 điểu thương thủ và 60 lính hậu cần vào ngày 9 tháng 5. Hạm đội nhà Thanh được trang bị 50 khẩu đại bác nhiều kích cỡ, cùng với 100 pháo binh từ Bắc Kinh. Một ngày sau khi Shin Ryu đến, liên quân Thanh-Triều Tiên lên thuyền tới cửa sông Tùng Hoa. Sau 5 ngày, họ bắt gặp 1 nhóm người Ducher, thông báo cho họ vị trí của người Nga. Ngày hôm sau, đoàn quân dừng lại ở cửa sông Tùng Hoa và chờ đợi 50 chiến thuyền tiếp viện từ Bắc Kinh và Thẩm Dương.
5 ngày trước khi tiếp viện đến, 40 người Nanai tới đồn điền, báo tin rằng người Nga sắp đầu hàng vì bị tổn thất trong các cuộc giao tranh với nhà Thanh và có ít lương thực. Theo Shin Ryu, người Mãn không tin tưởng những người Nanai này do từng làm việc cho người Nga ở Achansk. Shin Ryu thì suy đoán rằng sau khi nghe tin nhà Thanh cho quân tới, họ có lẽ đã đổi phe, và cung cấp thông tin để đổi lấy sự bảo vệ.
Lực lượng tiếp viện đến vào ngày 2 tháng 6, và 3 ngày sau, đội tàu ra khơi, nhanh chóng tiến về nơi giao giữa sông Amur và Tùng Hoa. Vào ngày 10 tháng 6, sau khi qua cửa sông Amur khoảng 10 km, đoàn quân nhìn thấy Stepanov và ngay lập tức truy đuổi. Lực lượng Thanh-Triều Tiên áp đảo về quân số với khoảng 1.400 binh lính. Nguời Nga nhanh chóng rút lui và dàn hàng phòng thủ dọc theo bờ sông. Cả hai bên bắt đầu bắn nhau khi khoảng cách chỉ còn 500m. Quân Thanh-Triều Tiên áp sát quân Nga, tấn công theo ba mũi nhọn, dồn đạn pháo vào hạm đội Nga. Những người Cossack sớm bị áp đảo và vỡ đội hình.
Người Cossack đã lợi dụng sự do dự của Sarhuda muốn lấy tàu Nga làm chiến lợi phẩm và phản công dữ dội, giết chết 7 điểu thương thủ Triều Tiên cùng nhiều lính bộ binh nhà Thanh. Quân Thanh sử dụng các mũi tên lửa vào hạm đội Nga và thiêu rụi 7 chiến thuyền. Một số người Cossack trong lúc lộn xộn đã chiếm lấy thuyền của nhà Thanh và trốn thoát, nhưng gần một nửa tử trận, bao gồm cả người đứng đầu, Stepanov. Số người chết bên quân Thanh lên tới 110 người cùng với 200 người bị thương. 8 điểu thương thủ Triều Tiên thiệt mạng và 25 người bị thương.
Trận chiến năm 1658 đã giết chết Stepanov và hơn một nửa quân đội của ông, buộc các lực lượng Nga còn lại — khoảng 220 người Cossack — phân tán khắp nơi. Hầu hết thoát khỏi sự kiểm soát của Nga. Nga còn người để thu thập cống nạp trong khu vực, mất quyền kiểm soát hạ lưu sông Amur cho đến tận Nerchinsk. Mặc dù một nhóm người Cossack độc lập quay trở lại Albazin vào những năm 1660, Nga rút gần như toàn bộ khỏi vùng Amur sau 1658, khiến khu vực này trở thành vùng đất không người.

## Những năm 1660 và 1670
Vào những năm 1660, nền kinh tế ở Siberia chuyển dịch sang nông nghiệp, đi cùng với một kiểu quản lý hành chính ít tàn bạo hơn. Nhiều người Mông Cổ và Buryat chạy trốn khỏi các nhóm thu yasak trước đó đã quay trở lại các vùng Nga kiểm soát. Sự di cư vào khu vực này cũng gia tăng cùng với nhiều người từ Litva, Ba Lan và các khu vực khác. Một những người lưu vong này là Nikifor Chernigovsky, vào năm 1665, cùng với một số người định cư ở Ilimsk nổi dậy, giết voivode địa phương, chạy trốn về phía nam đến vùng Amur, định cư và xây một pháo đài ở Albazin vào năm 1665 tại vị trí Yerofey Khabarov từng xây vào đầu những năm 1650. Dù là một người tị nạn, họ bắt đầu thu yasak từ người dân địa phương và gửi một phần cho chính quyền ở Nerchinsk. Năm 1672, chính quyền Nga ở Nerchinsk chính thức tuyên bố chủ quyền với Albazin. Chernigovsky bị bắt và đưa trở lại Moskva, nơi ông được ân xá và đưa trở lại Amur. Không giống như các khu vực khác của vùng Viễn Đông, đất đai ở Albazin rất màu mỡ và nơi đây nhanh chóng phát triển thành một khu định cư lớn với nhiều làng mạc đồng ruộng mọc lên. Trong những năm tiếp theo, ngày càng nhiều ostrog được xây dựng ở khu vực với mục đích thu cống nạp từ những người bản địa.
Đồng thời, sau các cuộc đụng độ vào những năm 1650, dù không cố gắng thiết lập quyền kiểm soát chính thức ở vùng Amur, Nga cũng cạnh tranh với người Mãn về lòng trung thành của các nhóm người bản địa. Một điển hình là người đứng đầu tộc Khamnigan, Gantimur. Ông từng giúp đỡ cho các chiến dịch bình định phía nam của nhà Thanh. Năm 1651, vì một lý do không rõ, Gantimur nộp yasak cho người Nga, nhưng sau đó đổi sang phe nhà Thanh vào năm 1654. Năm 1667, ông từ chối yêu cầu của nhà Thanh tham gia tấn công người Nga và lại đổi phe, trực tiếp đến gặp người đứng đầu Nerchinsk và yêu cầu được bảo vệ. Theo Bình định La sát phương lược (平定羅刹方略, tác giả khuyết danh), ba đơn vị quân cũng theo Gantimur đầu quân sang Nga. Người Mãn cảm thấy báo động trước hành động này, vì có thể khuyến khích các thủ lĩnh bộ lạc khác làm tương tự. Nhà Thanh cố gắng lôi kéo bằng những quà tặng, và khi điều đó không hiệu quả, họ yêu cầu người Nga dẫn độ Gantimur, điều này cũng không có kết quả. Ngay sau khi đào ngũ, cháu trai của Gantimur, cũng theo Gantimur đến Nga, giết chết lính Thanh ở khu vực Đại Hưng An và trốn đến Nerchinsk. Dù có lợi thế quân sự ở vùng Amur, nhà Thanh không thể lập tức tiến hành một cuộc viễn chinh quân sự chống lại người Nga vào thời điểm đó do thiếu nguồn cung cấp ở vùng Amur, hệ quả của chính sách di dân các bộ tộc về phía nam. Một ví dụ khác là Lopsodeiko, một thủ lĩnh bộ lạc ở sông Nộn, vào mùa xuân năm 1675, đến Albazin và yêu cầu được gặp Nikifor Chernigovsky, phàn nàn rằng người Trung Quốc đánh thuế nặng, áp bức họ và yêu cầu được đặt dưới quyền thống trị của Nga, hứa sẽ cống nạp yasak. Chernigovsky chấp nhận và tập hợp một nhóm 300 người Cossack và guliashchie liudi (người hầu), đi 6 ngày về phía nam đến sông Nộn để tái định cư người Daur và đưa họ đến vùng Albazin.
Nhận thấy sự hiện diện ngày càng tăng của người Nga dọc theo sông Amur, người Mãn tìm cách củng cố các biên giới phía bắc. Hai hoặc ba lần trong những năm 1670, nhà Thanh dịch chuyển Liễu điều biên (柳條邊), bao gồm nhiều lãnh thổ hơn, chủ yếu từ người Mông Cổ. Người Mãn cũng chuyển căn cứ phía bắc từ Ningguta đến Cát Lâm vào năm 1676 và bắt đầu xây dựng một hạm đội để tuần tra các con sông phía bắc. Bên cạnh việc cưỡng bức di cư người dân bản địa thực hiện từ những năm 50-60, các quan chức của nhà Thanh còn tích cực tìm cách hạn chế bất kỳ sự tiếp xúc nào giữa người dân mới di cư và người Nga. Năm 1676, một quan chức nhà Thanh, Mongotu (Mangutei) ra lệnh tái định cư những người ở Đại Hưng An, sống trên sông Liêu Hà về phía tây sông Nộn, sau khi biết con đường trở về phái đoàn Spathari đi qua vùng sông Liêu Hà. Hành động của Mongotu xuất phát từ lo ngại về khả năng người bản địa quy thuận người Nga. Tuy nhiên trong giai đoạn này, Loạn Tam phiên ở phía nam nổ ra, đe dọa tới sự cai trị của nhà Thanh.

## Quan hệ ngoại giao Nga-Thanh trong những năm 1650 – 1670

### Phái đoàn Baykov (1654-1658)
Năm 1654, Fyodor Baykov được đặt làm trưởng sứ mệnh ngoại giao sang nhà Thanh để thiết lập quan hệ ngoại giao và thỏa thuận thương mại. Ông được chỉ thị đi từ Tobolsk đến Trung Quốc bằng con đường ngắn nhất và thuận tiện nhất, không đưa thư của Sa hoàng cho các quan chức mà chỉ đưa cho hoàng đế. Ông cũng được yêu cầu tìm hiểu quan điểm của nhà Thanh về triều đình Nga, cũng như thu thập thông tin về Trung Quốc. Phái đoàn Baykov, bao gồm các thương nhân Nga và Bukharan đi từ Tobolsk, theo sông Irtysh và qua lãnh thổ Mông Cổ đến Bắc Kinh vào tháng 3 năm 1656. Trước đó, Baykov đã phái một người Bukharan, Setkoul Ablin, đến Bắc Kinh, báo tin, thông báo về việc phái đoàn sẽ đến. Nhà Thanh nhầm lẫn Ablin là một sứ mệnh riêng biệt. Vì không mang theo thư của Sa hoàng nên Ablin không được chấp nhận. Tuy nhiên, hoàng đế vẫn ra lệnh chiêu đãi và ban tặng quà. Baykov đến Bắc Kinh một năm sau, và dù có thư từ Sa hoàng, sứ mệnh thất bại do sự khác biệt giữa các nghi thức cung đình của Trung Quốc và Nga. Và vì không làm theo một số phong tục và nghi thức nên Baykov và phái đoàn bị tạm giữ, không được phép ra khỏi. Cuối cùng, năm 1657, chính quyền nhà Thanh đã hết kiên nhẫn và gửi Baykov trở lại Nga; Baykov về đến Moskva 1 năm sau đó.

### Phái đoàn của Perfilev và Ablin (1658-1662) và phái đoàn của Ablin (1668-1672)
Ablin trở về bằng một con đường khác, và không gặp Baykov. Năm 1658, Ablin và Ivan Perfilev được cử sang nhà Thanh với tư cách là người đưa tin, cùng với một bức quốc thư, quà tặng và một lượng tiền cho mục đích thương mại. Họ được chỉ thị mua và trao đổi một số hàng hóa cụ thể ở Trung Quốc. Họ đến Bắc Kinh vào đầu tháng 6 năm 1660, và trao bức thư của Sa hoàng, đề nghị thiết lập quan hệ song phương. Quan chức nhà Thanh đề nghị bác bỏ bức thư do không phù hợp, không sử dụng lịch Trung Quốc và sử dụng sai tước vị. Tuy nhiên, cuối cùng, hoàng đế nhà Thanh vẫn ra lệnh chiêu đãi họ, và nhận quà. Trên đường về, họ đã bị người Mông Cổ cướp, về đến Moskva vào tháng 11 năm 1662. Có thể do chỉ là người đưa tin hoặc rút kinh nghiệm của Baykov, Ablin và Perfilev thực hiện các lễ nghi của Trung Quốc (như khấu đấu) và được đối xử tốt hơn so với Baykov.
Ablin lại lên đường đến Trung Quốc vào năm 1668 và được hoàng đế Khang Hy triều kiến. Mối quan tâm của Ablin chủ yếu là thương mại, và ông kiếm được rất nhiều tiền trong khoảng thời gian ở Trung Quốc. Nhà Thanh cũng nhắc tới một nhóm người đào tẩu sang Nga, nộp yasak cho Sa hoàng và yêu cầu Nga trao trả những người này về. Hành trình trở về của Ablin rất dài và mất hơn hai năm, do tình hình bất ổn ở Mông Cổ. Ông đến Tobolsk vào tháng 10 năm 1671 và về tới Moskva vào tháng 2 năm 1672. Sa hoàng hài lòng với
thành công về ngoại giao và tài chính của sứ mệnh này.

### Phái đoàn Milovanov (1670)
Năm 1670, nhà Thanh cử người đến Nerchinsk, phản đối sự xâm nhập ở vùng Amur, yêu cầu Nga chấm dứt hành vi vô pháp của người Cossack cũng như yêu cầu dẫn độ Gantimur. Có vẻ như ban đầu người Nga không biết rằng nhà Thanh cai trị Trung Quốc và tin rằng Khang Hy chỉ là một thủ lĩnh bộ lạc địa phương khác. Do đó, Arshinsky, voivode của Nerchinsk, dường như không hiểu rõ tình hình thực tế, đã gửi một Cossack, Milovanov, đến Bắc Kinh kêu gọi hoàng đế nhà Thanh phục tùng, mặc dù các quan chức nhà Thanh có thể dịch sai thông điệp này. Arshinsky giải thích việc không dẫn độ Gantimur là do tuổi già và bệnh tật, cũng như chưa xin ý kiến Sa hoàng. Arshinsky cũng nói rằng nói rằng Sa hoàng đã ra lệnh hạn chế sự vô pháp của những người Cossack, và chỉ thị cho quan chức ở Nerchinsk thắt chặt kiểm soát. Dù vậy, có thể nói cả voivode ở Nerchinsk hay bất kỳ quan chức nào khác đều không có bất kỳ ảnh hưởng nào tới những người này. Theo lệnh Arshinsky, Milovanov lên đường vào tháng 4 năm 1670, qua Tề Tề Cáp Nhĩ tới Bắc Kinh, và trao bức thư cho các quan chức nhà Thanh. Milovanov và những người đi cùng được cho diện kiến và khấu đấu trước hoàng đế. Sau đó, Khang Hy cho phép phái đoàn đi xung quanh Bắc Kinh, với lính canh đi theo. Họ nhân cơ hội này để thu thập thông tin về Trung Quốc, đặc biệt là tình hình thương mại. 5 tuần sau, họ được hộ tống trở lại Nerchinsk và mang theo thư của hoàng đế, yêu cầu người Cossack ngừng tấn công người bản địa, cũng như quà cho Arshinsky. Năm sau, 1671, Khang Hy gửi một bức thư cho Sa hoàng, hứa hẹn sự hòa bình để đổi lấy Gantimur. Bức thư bằng tiếng Mãn Châu, và có vẻ như người Nga không thể đọc và trả lời được. Việc không có hồi âm xúc phạm đến hoàng đế, cũng như gây ra nhiều rắc rối cho các sứ mệnh sau này.

### Phái đoàn Spathari (1675–1678)
Năm 1675, Nga cử Nikolai Spathari đi thiết lập quan hệ thương mại và ngoại giao chính thức, với lệnh phải giữ danh dự cho Sa hoàng. Spafari khởi hành từ Moskva vào tháng 3 năm 1675, và đến Nerchinsk vào tháng 12 cùng năm. Trước đó, khi đến vùng Yenisei, ông cử Ignatiy Milovanov đi trước để báo tin. Từ Nerchinsk, phái bộ đến Tề Tề Cáp Nhĩ vào tháng 1 năm sau, và được đón tiếp bởi các quan chức Trung Quốc. Spathari sau đó dựng trại ở sông Nộn, chờ tin tức từ Milovanov. Milovanov gặp Spathari vào ngày 18 tháng 2. Tướng Mala của nhà Thanh tới vào ngày 26 tháng 2, nói rằng mình đã được phái đến lấy thư của Sa hoàng, và kiểm tra bên trong, và hỏi về những vấn đề khác, đặc biệt là liên quan đến Gantimur. Spathari từ chối trên cơ sở bình đẳng hai quốc gia, cho rằng bức thư chỉ có thể được trình lên hoàng đế. Về vấn đề Gantimur, Spathari cho rằng Sa hoàng không biết gì về nội dung bức thư do không biết ngôn ngữ. Mala không tin vào điều này và nghi ngờ sự chân thành của Nga. Cuộc tranh luận kéo dài một tháng; hai bên thỏa hiệp, Spathari cho Mala biết nội dung bức thư. Mala sau đó hộ tống phái đoàn, đến Bắc Kinh vào giữa tháng 5. Trong nhiều tuần tiếp theo, hai bên lại xung đột về vấn đề nghi lễ triều đình nhà Thanh. Cuối cùng, Spathari được hoàng đế triệu kiến và cho phép buôn bán, dù chỉ được trưng bày hàng hóa trong một khu nhất định được lính canh gác nghiêm ngặt, và không được đi xung quanh, vì phái đoàn không đến với tư cách thương nhân. Trong quá trình đàm phán, Trung Quốc ra điều kiện rằng không có quan hệ ngoại giao cho đến khi Nga trao trả Gantimur và chấm dứt sự xâm nhập vào vùng Amur. Theo Stateinyi Spisok (ghi chép của phái đoàn ngoại giao), vấn đề về Gantimur được nhắc đến rất nhiều lần, trong khi không nhắc đến yêu cầu phân định biên giới, cho thấy rằng việc đảm bảo lòng trung thành của các bộ lạc là mối quan tâm hàng đầu của người Mãn Châu. Spafari cũng biết được ý định của người Mãn muốn tấn công người Nga ở Albazin và Nerchinsk thông qua những người phiên dịch. Trong những ngày tiếp theo, tranh cãi lại nổ ra khi Spathari một lần nữa cố gắng giành vị trí ngang bằng cho Sa hoàng. Vào tháng 9, hoàng đế nhà Thanh ra lệnh cho phái đoàn rời Bắc Kinh. Trên đường trở về Nerchinsk, Spafari và các quan chức nhà Thanh đạt được một thỏa thuận cùng nhau gìn giữ hòa bình trên biên giới. Spathari cũng ra lệnh cho người Nga ở trong vùng không được xuống vùng hạ lưu sông Amur và Zeya cũng như không thu cống phẩm từ người Tungus, nhưng điều này có lẽ đã bị bỏ qua. Phái đoàn về đến Moskva đầu năm 1678.
Bất chấp các yêu cầu của người Mãn Châu, Nga vẫn từ chối trao trả Gantimur để đổi lấy hòa bình. Trước hết, Spathari biết được từ các nhà truyền giáo rằng Gantimur nắm giữ chìa khóa cho lòng trung thành của các bộ tộc đã cống nạp cho Nga. Từ bỏ những lời hứa bảo vệ Gantimur có thể đồng nghĩa với việc Lopsodeiko và các thủ lĩnh người Buriat và Daur khác sẽ trốn sang nhà Thanh. Bởi vậy, vào năm 1676, Spathari gửi một báo cáo về Moskva khuyến cáo mạnh mẽ rằng không nên trao trả Gantimur. Bên cạnh đó, người Nga không nhận thức đầy đủ về sức mạnh của quân đội Mãn Châu, và do đó không tin vào nguy cơ đối đầu vũ trang. Kiến thức của Spathari về hải quân nhà Thanh bắt nguồn từ người Mông Cổ và các tu sĩ Dòng Tên. Mặc dù Nerchinsk đã nhận được rất nhiều báo cáo về việc nhà Thanh xây dựng liên minh giữa các bộ lạc Khalkha, người đứng đầu Nerchinsk cho rằng rằng nhà Thanh sẽ không thành công trong việc tập hợp quân Mông Cổ chống lại Nga. Các tu sĩ Dòng Tên cũng cung cấp cho người Nga thông tin về những điểm yếu cũng như công nghệ quân sự yếu kém của quân đội Mãn Châu và phong trào phản Thanh trong Loạn Tam phiên đe dọa sự cai trị của người Mãn Châu.

## Những năm 1680

### Căng thẳng gia tăng
Đầu những năm 1680, người Nga tìm cách củng cố quyền lực của họ trên Amur bằng cách tạo ra một khu hành chính mới tại Albazin và xây dựng một ostrog trên sông Argun. Nhiều ostrog được xây dựng trên sông Zeya và các phân lưu, gây trở ngại lớn cho các thợ săn và thương nhân Trung Quốc. Nhiều tội phạm cũng chạy trốn đến Albazin ngoài tầm kiểm soát của nhà Thanh. Nhà Thanh cũng gặp khó khăn trong việc thu thập cống phẩm từ một số bộ lạc bản địa.
Ngay sau khi Loạn Tam phiên bị dập tắt, Khang Hy bắt đầu chuẩn bị cho cuộc chiến quy mô lớn ở vùng Amur. Để không lặp lại những sai lầm ở Khumarsk năm 1655, việc cung cấp quân nhu và duy trì thông tin liên lạc đã được đặc biệt chú trọng. Để đảm bảo nguồn cung cấp dự phòng, nhà Thanh xây dựng các kho thóc dọc sông Y Thông, và cũng như thiết lập một pháo đài ở Aigun. Năm 1682, hoàng đế cử Yishongna đến Ninguta để giám sát việc đóng tàu chiến cũng như cử các tướng Sabsu (薩布素, Tát Bố Tố), Pengchun (彭春, Bành Xuân), và Langtan (郎談, Lang Đàm) đến gần Albazin để thăm dò tình hình, thu thập thông tin, khảo sát các tuyến đường bộ và thủy lợi của sông Amur, đánh giá sức mạnh của Nga và nghiên cứu công sự. Sau khi thu thập thông tin, Sabsu sau đó xây dựng hai pháo đài bằng gỗ dọc theo hạ lưu Amur trong khi Pengchun và Langtan đệ trình hoàng đế yêu cầu thêm tàu, súng và người. Tướng Bahai được lệnh đóng quân ở Aigun và Khumarsk; một xưởng đóng tàu được xây dựng ở Cát Lâm, nhiều chiến thuyền được đóng và nhiều thủy thủ được tuyển chọn từ các tỉnh phía nam. Nhà Thanh cũng ra lệnh cho một bộ tộc Mông Cổ cắt đứt giao thương với người Nga tại Nerchinsk, cử người đi đo độ sâu sông Liêu Hà, xây dựng kênh nối với sông Tùng Hoa, cũng như xây dựng các bưu cục.

Cuộc tấn công của nhà Thanh ở vùng Amur năm 1683-84 (màu xanh da trời) và cuộc tấn công của người Mông Cổ năm 1684 (màu xanh lá cây). Các khu định cư kiên cố của Nga màu đỏ, của nhà Thanh màu xanh da trời.

Trước khi chiến tranh nổ ra, Trung Quốc đã cố gắng bằng các biện pháp hòa bình để thuyết phục người Cossack trao trả tội phạm Trung Quốc, nhân từ hơn với người bản xứ, và quay trở lại Nga hoặc chấp nhận tị nạn ở Trung Quốc. Hai lần, vào các năm 1681 và 1682, Trung Quốc cử sứ giả đến Nerchinsk đề nghị gặp mặt. Cùng lúc đó, một lá thư được gửi đến Albazin, phàn nàn về sự vô nhân đạo đối với người bản xứ và yêu cầu rút về lãnh thổ Nga. Bất cứ khi nào bắt được người Nga, nhà Thanh thường đối xử tử tế và trả họ về. Vào năm 1682, một sắc lệnh được gửi đến Albazin, kêu gọi họ từ bỏ lãnh thổ và trao trả Gantimur nếu không sẽ bị tấn công. Năm 1683, 20 thợ săn và thương nhân Trung Quốc đã đốt sống một nhóm người Nga từ Albazin trên sông Bureya, và cướp đi toàn bộ tài sản. Cùng năm, 67 Cossack đụng độ lực lượng Trung Quốc trên sông Zeya, một số bị bắt làm tù binh. Hoàng đế ra lệnh không giết mà đối xử tử tế với họ. Những lời đề nghị hấp dẫn đã được đưa ra để họ gia nhập quân đội Trung Quốc. Trên sông Zeya và dưới hạ lưu, các pháo đài được dựng lên để ngăn người Nga đi xuống. Vào năm 1683-1684, tất cả các khu định cư của người Nga trên hạ lưu sông Amur và các phân lưu đã bị phá hủy và chỉ còn mỗi Albazin. Đầu năm 1684, Sapusu và đội quân ba nghìn người được lệnh tìm cách khiến quân Cossack đầu hàng, chặn nguồn cung cấp lương thực để họ chết đói.
Cùng lúc với các sự kiện trên sông Amur, nhà Thanh yêu cầu Mông Cổ tấn công Selenginsk và Irkutsk, cũng như áp đặt cấm vận giao thưong với Nga. Mông Cổ sau đó quyết định giữ thái độ trung lập, mặc dù tiến hành các cuộc tấn công quy mô nhỏ, đặc biệt là ở khu vực Tunkinsky, đến mùa hè năm 1684. Người Nga đã đẩy lùi họ với sự giúp đỡ của người Buryat và Tungus bản địa.
Sau các chiến dịch năm 1684, Khang Hy vào tháng 2 năm 1685 ban hành một sắc lệnh trong đó lặp lại cáo buộc sự bành trướng của Nga, ra lệnh tiêu diệt họ và cử người gửi thêm một thông điệp tới Albazin kêu gọi rút quân đến Yakutia. Từ đầu năm 1685, các báo cáo về cuộc tấn công sắp tới của người Mông Cổ lan rộng ở vùng Ngoại Baikal. Vào tháng 3 năm 1685, một đội kỵ binh ba trăm người Mãn xuất hiện gần Albazin, bắt giết những Cossack và người làm trong cối xay ở đó, rồi bỏ đi.

### Cuộc vây hãm năm 1685

Cuộc vây hãm của quân Thanh (màu xanh da trời), sự rút lui của quân Nga về Nerchinsk (gạch ngang đỏ), quân Nga quay về Albazin (màu đỏ), quân của Beyton đến Nerchinsk (gạch ngang đỏ) và các cuộc tấn công của quân Mông Cổ (màu xanh lá cây)

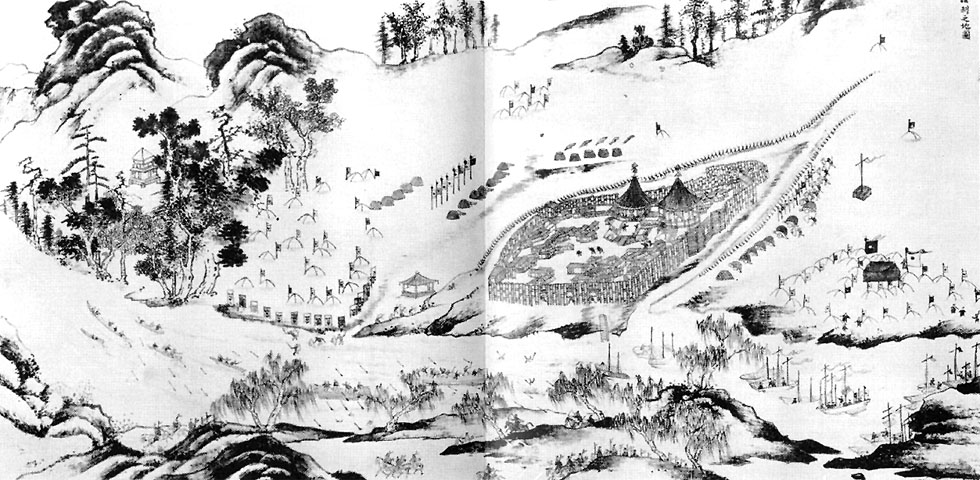
Quân Thanh bao vây Albazin, minh họa trong một cuốn sách cuối thế kỷ 17

Vào tháng 6 năm 1685, quân Trung Quốc bao vây Albazin, trong thành có khoảng 450 người do voivode Alexey Tolbuzin chỉ huy. Nhà Thanh cho rằng khu vực Yakutsk nên được coi là ranh giới, và, nếu người Nga rút lui, thì việc giao thương có thể được tiếp tục ở khu vực biên giới. Các chỉ huy quân Thanh ban đầu cố gắng thuyết phục quân Nga đầu hàng, tuy nhiên không hiệu quả. Quân Thanh cho người tiến về phía nam Albazin, dựng lên các chiến lũy và đặt cung nỏ vào vị trí sẵn sàng, làm như thể đang chuẩn bị tấn công, nhưng thực chất không phải; đồng thời lúc đó, bí mật di chuyển hồng di pháo về phía bắc, trong khi những khẩu đại bác còn mạnh hơn được bố trí hai bên, thực hiện một cuộc tấn công gọng kìm. Các chiến thuyền được bố trí trên sông, hướng về phía Đông Nam. Hỏa lực quân Thanh áp đảo. người Nga chịu thiệt hại lớn và nhanh chóng đầu hàng. Một số đào tẩu sang Trung Quốc, trong khi phần lớn những người còn lại rút về Nerchinsk. Quân Thanh đốt phá Albazin, những ngôi làng và tu viện gần đó, nhưng vì một lý do nào đó mà không đốt cháy ruộng đồng.
Sau cuộc vây hãm Albazin năm 1685, hoàng đế nhà Thanh gửi một bức thư đến vùng sông Uda và Nga rút về "biên giới" ở Yakutia. Người Mãn cũng xuất hiện ở vùng thượng lưu sông Uda. Voivode ở Yakutia càm thấy lo ngại và bắt đầu củng cố các công sự của Yakutia, và những người bản địa ở bờ biển Okhotsk yêu cầu được bảo vệ.

### Các cuộc tấn công của người Mông Cổ (1685)
Vào tháng 4 năm 1685, quân của Beyton đến Udinsk, nhưng ở lại một tháng vì một nhóm quân Mông Cổ gồm 2.000 người tấn công, cướp ngựa và gia súc. Vào tháng 5 năm 1685, tại Irkutsk, người Mông Cổ một lần nữa yêu cầu trao trả người Buryat và đe dọa tấn công. Đầu tháng 6 năm 1685, họ vây hãm Selenginsk và Udinsk. Người Nga không sợ quân Mông Cổ, nhưng lo ngại về quân Mãn. Tuy nhiên, việc hợp tác quân sự giữa Mông Cổ-nhà Thanh chỉ giới hạn ở việc gửi ít nhất năm nghìn kỵ binh Mông Cổ đến huấn luyện gần Bắc Kinh. Vào tháng 6, quân Mông Cổ tấn công Tunkinsky. Ba người Cossack thiệt mạng và một số bị bắt trong các cuộc đụng độ kéo dài ba ngày, và quân Mông Cổ rút lui khi quân Nga tiếp viện đến Irkutsk. Vào mùa hè năm 1685, quân Mông Cổ cũng tấn công vào vùng lân cận Nerchinsk, xua đuổi gia súc và đe dọa người bản xứ. Vào tháng 7-8 năm 1685, quân Mông Cổ vây hãm Argunsk và tấn công Telembinsk. Tại Ngoại Baikal, quân Mông Cổ rút khỏi Selenginsk và Udinsk, nhưng tình trạng bất ổn vẫn tiếp diễn.

### Người Nga quay trở lại Albazin
Chính quyền Nga, sau khi nghe tin Albazin thất thủ, đã chỉ thị cho voivode ở Nerchinsk tiếp quản người và tài sản ở Albazin và cử Tolbuzin đến Yenisei. Tất cả những điều này cho thấy ý định của Nga muốn rút khỏi nơi đây. Tuy nhiên, Tolbuzin yêu cầu quay trở lại để thu hoạch mùa màng và phát hiện quân Thanh đã rời đi. Người Nga sau đó thu hoạch mùa màng và xây dựng lại Albazin. Và lần này, họ được lệnh xây dựng những bức tường thành vững chắc hơn. Người phụ trách việc này là Afanasiy Beyton, một kỹ sư người Phổ giàu kinh nghiệm. Là chỉ huy thứ hai ở Albazin, ông chịu trách nhiệm về các công sự. Các sử liệu châu Âu và nhà Thanh đều thừa nhận rằng các bức tường thành vững chắc một cách lạ thường.

### Cuộc vây hãm lần hai

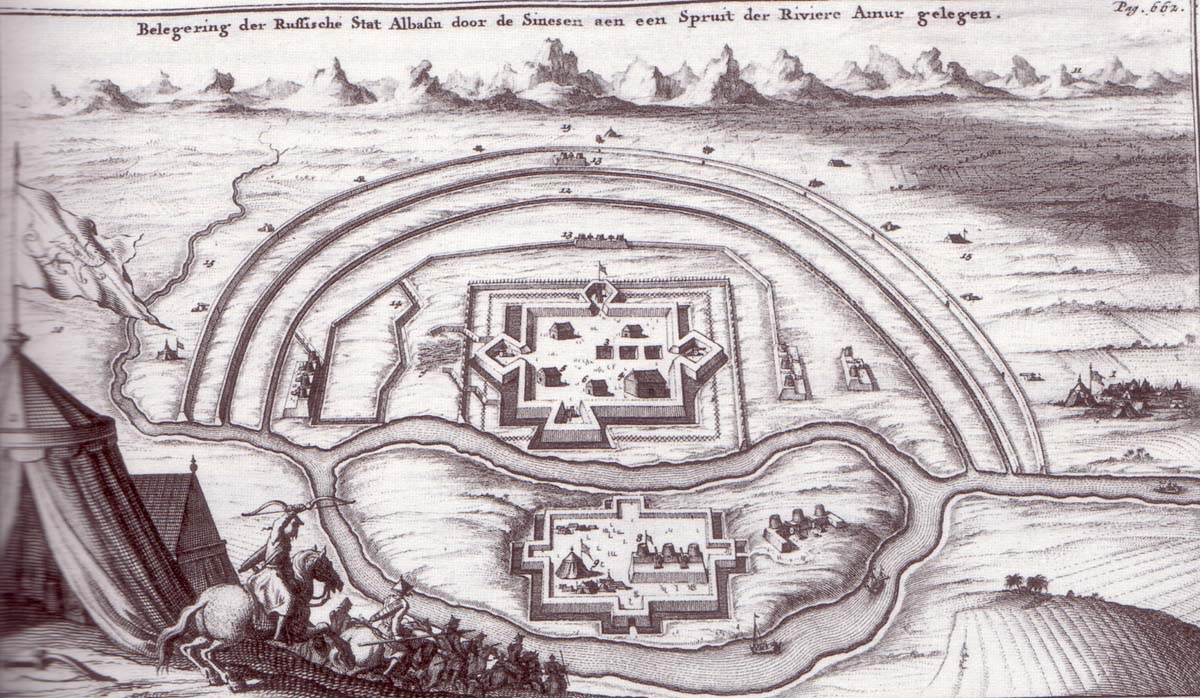
Mô phỏng cuộc vây hãm Albazin lần hai

Tolbuzin, vào tháng 3 năm 1686, lệnh cho một nhóm ba trăm người xuống hạ lưu thu cống nạp và đụng độ với quân Thanh ở Khumarsk. Sau đó, hoàng đế nhà Thanh ra lệnh chuẩn bị cho cuộc tấn công mới.
Vào tháng 7 năm 1686, lực lượng nhà Thanh quay trở lại với 3000 quân, bao vây pháo đài từ mọi phía. Một lần nữa, Langtan nói với người Nga rằng nếu đầu hàng ngay lập tức, sẽ được đối xử tốt. Tuy nhiên, người Nga quyết định chiến đấu. Lần này quân Thanh đã không thể xuyên thủng tường thành dù đã cố gắng nhiều lần. Trong những tuần đầu tiên, nhà Thanh tấn công kịch liệt, thử nhiều hướng tấn công khác nhau, nhưng liên tục bị đánh lui với tổn thất nặng nề. Trong khi đó, quân Nga nhiều lần phá vây thành công, thậm chí đôi khi còn bắt được tù nhân.
Không thể đánh chiếm Albazin, nhà Thanh đã thử các chiến thuật khác nhưng lần nào cũng thất bại. Một lần, quân Thanh quyết định xây công sự vây hãm bên bờ sông gần bức tường thành. Quân Nga tấn công quyết liệt để ngăn chặn việc này, nhưng quân Thanh vẫn hoàn thành công việc và rời đi. Khi ra ngoài cố gắng phá bỏ, quân Nga rơi vào phục kích và buộc phải rút lui. Những cuộc tấn công như vậy được mô tả trong sử liệu Trung Quốc là chiến thắng vì trong mỗi lần, quân Nga bị đẩy lùi vào trong pháo đài. Nhưng mục đích các cuộc xuất kích này vốn không nhằm giữ các vị trí bên ngoài mà là phá hủy các công sự của nhà Thanh, và theo các sử liệu châu Âu thì đây là thành công.
Quân Thanh gặp khó khăn trong việc đặt các công sự bởi Albazin được thiết kế để tấn công từ nhiều góc độ khác nhau. Mỗi khi nhà Thanh cố gắng xây dựng các công sự, người Nga lại phá hủy chúng, buộc quân Thanh buộc phải di dời vị trí. Vào đầu tháng 8, Langtan cho quân trực tiếp tiến đến tường thành, đào một con hào dài và dựng thành lũy bao vây nhằm ngăn không cho người Nga tiếp cận dòng sông. Người Nga đã cố gắng ngăn chặn điều này nhưng thất bại. Langtan đã thay đổi chiến lược, thay vì cố gắng đánh chiếm thành thì bao vây đến khi người Nga chết đói.
Đến đầu tháng 10, sông đóng băng nhưng không có đường nào đi được, quân Thanh cho xây dựng một pháo đài ở bờ đối diện. Ba mặt còn lại của Albazin cũng bị bao vây với các bức tường thành và hào bao quanh. Nga có cử điểu thương thủ đến giải vây, nhưng quân Thanh kiểm soát tất cả con đường. Quân Cossack bên trong chết dần trong khi người Mãn vẫn nắm ưu thế về quân số và hỏa lực, chưa kể dịch bệnh bùng phát trong thành và Tolbuzin qua đời. Đến đầu tháng 11, tỷ lệ tử vong là hơn 80%. Mặc dù có đủ lương thực, những người trong thành thiếu thực phẩm tươi sống và nhiều người đã thiệt mạng do bệnh scorbut. Quân Thanh cũng chịu thiệt hại lớn, nhiều người trong doanh trại chết vì đói, và thậm chí còn ăn thịt lẫn nhau. Vào cuối tháng 11, số quân Thanh thiệt mạng vượt 50%. Tới tháng 9, tháng 10 năm 1686, phái đoàn Nga đến Bắc Kinh đàm phán hòa bình. Khang Hy cử một sứ giả đến Albazin tuyên bố ngừng cuộc vây hãm. Khang Hy thậm chí còn ra lệnh cho quân Thanh cung cấp lương thực và thuốc men cho những người trong thành.

## Điều ước Nerchinsk
Pyotr I của Nga vào thời điểm xung đột ở vùng Amur nổ ra mới chỉ lên nắm quyền không lâu, chưa hoàn toàn chưa củng cố quyền lực. Bên cạnh đó, nước Nga khi đó đang bận rộn với các cuộc chiến tranh ở vùng Baltic, bởi vậy, vào tháng 11 năm 1685, sau khi nhận được thông điệp từ hoàng đế Trung Quốc, Sa hoàng nhận ra rằng Khang Hy không chỉ là một thủ lĩnh bộ lạc, và quyết định cử một phái đoàn ngoại giao đến Bắc Kinh. 2 sứ giả được lệnh sang nhà Thanh thông báo sự xuất hiện của phái đoàn. Họ rời Moskva vào tháng 12 năm 1685 và đến Bắc Kinh vào gần cuối năm 1686. Do khó khăn trong việc liên lạc, chính sách này không được chính quyền địa phương ở Siberia biết, và người Nga ở Nerchinsk quay lại Albazin, gây ra cuộc vây hãm thứ hai. Trong khi đó, Khang Hy, tiếp tục ấp ủ hy vọng hòa bình, không biết liệu thông điệp của mình có đến được đích hay không và liệu hành vi của người Nga ở vùng Amur có phải theo lệnh của Sa hoàng, và vẫn không biết về sự xuất hiện sắp tới của phái bộ Nga, quyết định cử đại sứ Hà Lan ở Trung Quốc mang quốc thư đến Sa hoàng. Đây có thể coi là đề xuất rõ ràng đầu tiên của Trung Quốc với Nga về việc phân định biên giới. Chính quyền Nga được phân biệt với những người Cossack ở vùng Amur, những kẻ đào tẩu, chạy trốn khỏi pháp luật của Sa hoàng.
Cũng phải nói thêm, Khang Hy, vào lúc này, cũng phải đối mặt với mối đe dọa của người Oirat từ phía tây bắc. Cát Nhĩ Đan, người đứng đầu các bộ lạc người Oirat, nổi lên vào những năm 1670, lần lượt chiếm giữ các thành trì Kashgar, Hami và Turfan, áp đặt quyền cai trị đối với người Hồi giáo nơi đây cũng như các tuyến đường nối Trung Quốc với phương Tây. Với Cát Nhĩ Đan củng cố quyền kiểm soát Mông Cổ, ông đe dọa trực tiếp đến Bắc Kinh. Vì người Nga và người Oirat đã duy trì quan hệ trong nhiều năm, thậm chí Cát Nhĩ Đan từng cử người tới Nga tìm viện trợ quân sự, Khang Hy lo ngại một liên minh chống Thanh có thể được hình thành và quyết tâm ngăn chặn điều này xảy ra. Bởi vậy, bất kỳ giải pháp hòa bình đối với tình hình ở Amur đều được Bắc Kinh hoan nghênh. Và khi nhận được bức thư từ Sa hoàng, Khang Hy đã vô cùng hài lòng và ngay lập tức ra lệnh ngừng bao vây Albazin. Cuối tháng 11, đầu tháng 12 năm 1686, lệnh này đến tiền tuyến và quân Thanh lập tức ngừng cuộc vây hãm. Cuối tháng 8 năm 1687, quân Thanh hoàn toàn rời Albazin và quay trở lại Tề Tề Cáp Nhĩ và Aigun. Người Nga được dựng lại làng mạc và trồng trọt, nhưng không được phép săn bắn, vì nhà Thanh coi đây là hành vi xâm phạm chủ quyền.
Một vấn đề quan trọng mà cả hai bên đều quan tâm là lòng trung thành của những người bản địa. Đây là trọng tâm của cả Nga và nhà Thanh. Theo một số nhà sử học hiện đại, cuộc cạnh tranh về sự trung thành của người dân địa phương, thay vì vấn đề phân định biên giới, mới là nguồn gốc của cuộc xung đột giữa nhà Thanh và Sa quốc Nga.
Fyodor Golovin được bổ nhiệm làm trưởng phái đoàn đến Trung Quốc. Về chính trị, phái đoàn được chỉ thị đề xuất đường ranh giới dọc theo sông Amur. Trong trường hợp bị từ chối, họ nên nhượng bộ nhỏ bằng cách thay đổi biên giới dọc theo sông Amur và sông Bureya. Trong trường hợp phương án thay thế cũng bị từ chối, biên giới nên được di chuyển xa hơn về phía bắc dọc theo sông Amur và sông Zeya. Về mặt thương mại, họ được chỉ thị thu thập thông tin về các tuyến đường sông đến Trung Quốc, yêu cầu chính thức quy tắc hóa, chính quy hóa thương mại giữa hai nước, thuyết phục nhà Thanh cử đại sứ đến Moskva và đề nghị các thương nhân Trung Quốc bán đồ ở Nga. Golovin rời Moskva vào tháng 1 năm 1687 cùng với Vlasov. Ivan Loginov đã được cử đi trước để đưa tin.
Vào tháng 9 năm 1687, Golovin nhận được chỉ thị bí mật từ Moskva rằng nhượng lại Albazin để đổi lấy các đặc quyền thương mại, để tránh, ngoại trừ trường hợp thực sự cần thiết, bất kỳ cuộc đổ máu nào và nếu tất cả các đề xuất bị từ chối, Golovin phải yêu cầu một phái bộ Nga khác tới. Golovin đến Selenginsk vào ngày 22 tháng 10 năm 1687. Cùng thời gian này, Khang Hy cử người gửi thông điệp đến Moskva phàn nàn về phái đoàn Spathari trước đó, yêu cầu trao trả Gantimur và thông báo về việc dỡ bao vây Albazin, nhưng đã không gặp Golovin trên đường đi.
Vào tháng 5 năm 1688, Loginov đến Bắc Kinh để thông báo sự xuất hiện của Golovin và đề xuất Selenginsk làm nơi hai bên gặp mặt. Hoàng đế nhanh chóng bổ nhiệm một phái đoàn đến đàm phán và ấn định Selenginsk làm địa điểm. Do hai bên đều thiếu thông dịch viên, Khang Hy đã cử hai nhà truyền giáo Dòng Tên ở Trung Quốc, Jean-François Gerbillon và Tomás Pereira đi cùng. Phái đoàn bao gồm hai hoàng tộc nhà Thanh là Sách Ngạch Đồ và Đông Quốc Cương, hai quan chức nhà Thanh cũng như quân lính tùy tùng. Phái đoàn cùng với 8000 quân, rời Bắc Kinh đến Selenginsk qua Mông Cổ. Vào thời điểm này, không phải tất cả các bộ lạc Mông Cổ đều quy phục nhà Thanh, và người Khalkha đang có chiến tranh với người Oirat, đe dọa đến sự an toàn của phái đoàn, vì vậy họ được lệnh quay trở lại. Một lá thư được gửi cho Golovin, lúc đó đang ở Udinsk, thông báo lý do không xuất hiện.
Golovin đến Selenginsk từ Udinsk vào một lúc thời điểm nào đó giữa mùa hè hoặc mùa thu năm 1688. Ở Udinsk và Selenginsk, phái đoàn Golovin bị người Khalka tấn công. Khi người Khalka chuyển hướng tấn công Cát Nhĩ Đan, Golovin đã thành công trong việc phá vòng vây. Vào tháng 3 năm 1689, Golovin tấn công người Khalka ở khu vực sông Selenga, và buộc họ quy thuận người Nga. Khi ở Udinsk và Selenginsk, Golovin, vì những rắc rối trong khu vực, đã cử người đến Bắc Kinh để yêu cầu chọn một địa điểm an toàn hơn. Nhà Thanh đã chọn Nerchinsk làm nơi địa điểm. Khang Hy lúc này đã gọi phái đoàn nhà Thanh về Bắc Kinh. Khang Hy nóng lòng giải quyết các tranh chấp biên giới với Nga để toàn lực đối phó với Cát Nhĩ Đan. Vì vậy, trước khi phái đoàn khởi hành, ông đã chỉ thị cho họ phải nhượng bộ nếu cần.
Vào tháng 6 năm 1689, phái đoàn rời Bắc Kinh đến Nerchinsk. Quân lính tùy tùng cho phái đoàn này đã tăng thêm 1500. Vào tháng 7, họ đến sông Shilka đối diện với thành Nerchinsk. Tổng lực lượng của bên Trung Quốc là khoảng 10.000 người với 76 chiến thuyền, từ 3000-4000 con lạc đà và ít nhất 15.000 con ngựa. Người đứng đầu Nerchinsk cảm thấy bất an trước sự hiện diện của một lực lượng quá lớn.

### Quá trình đàm phán

Vùng kiểm soát Nga (màu hồng) và nhà Thanh (màu xanh da trời) vào đầu năm 1689.
Biên giới theo Điều ước Nerchinsk (màu đen).
Đề xuất biên giới của Nga (màu đỏ).
Đề xuất biên giới của nhà Thanh ở hồ Baikal (màu xanh lơ)

Vào ngày 18 tháng 8 năm 1689, Golovin đến Nerchinsk. Hai ngày được dùng để sắp xếp sơ bộ và đàm phán bắt đầu vào ngày 22. Trước khi bắt đầu, người Nga nhấn mạnh rằng đàm phán nên được tổ chức với số lượng người hai bên bằng nhau. Để bình đẳng về mọi mặt, lều hai bên nên được đặt ngang bằng cạnh nhau và một lều chung ở giữa để đàm phán.
Ngày đầu tiên khai mạc với một số câu hỏi nghi thức, cả hai bên đều bắt đầu với những yêu sách của mình. Golovin ban đầu bày tỏ sự ngạc nhiên rằng phái đoàn Trung Quốc cử nhiều người hơn so với thỏa thuận. Các tu sĩ Dòng Tên trả lời rằng người Thanh cố chấp, thiếu hiểu biết về jus gentium, không quen với đàm phán ngoại giao, và hi vọng Golovin có thể mềm dẻo trong vấn đề này. Đại diện nhà Thanh tuyên bố rằng người Nga đã xây dựng Nerchinsk và Albazin trên lãnh thổ mà họ kiểm soát từ lâu, buộc tội Nga ngược đãi người bản địa. Golovin trả lời rằng vùng này chưa bao giờ thuộc quyền kiểm soát của nhà Thanh, và người dân địa phương cống nạp yasak cho Sa hoàng trong một thời gian dài. Ông nhắc lại việc nhà Thanh từ chối phái đoàn Spathari, nhưng các sứ thần nhà Thanh tuyên bố không nhớ gì về điều này, và đề nghị gác lại những tranh cãi trong quá khứ. Golovin đề xuất sông Amur trở thành ranh giới giữa hai bên, với vùng đất ở tả ngạn (bắc và tây) thuộc về Nga, và tất cả lãnh thổ ở hữu ngạn (nam và đông) thuộc về nhà Thanh. Các sứ thần nhà Thanh bác bỏ đề nghị này, cho rằng cả hai bên sông đều thuộc quyền kiểm soát của nhà Thanh và người bản địa vốn cống nạp cho nhà Thanh. Golovin trả lời rằng kể từ thời Alexander Đại đế, nhiều thế lực khác nhau đã cai trị vùng này, và nó đã nằm dưới sự kiểm soát của Sa hoàng trong một thời gian dài. Về phần mình, các sứ thần nhà Thanh yêu cầu người Nga từ bỏ Albazin, Nerchinsk và Selenginsk, đồng thời đề nghị Nga rút xa về phía tây, qua Selenginsk, cho rằng ranh giới nên nằm giữa hồ Baikal và dãy Stanovoy, với lập luận vùng này từng thuộc kiểm soát của Thành Cát Tư Hãn. Golovin không muốn nhượng bộ lớn như vậy, vì vậy ngày đầu tiên kết thúc trong bế tắc.
Bất chấp bế tắc, cả hai bên đã đạt được những bước đáng kể. Cuộc đàm phán này không bắt đầu bằng việc trình bày những món quà cống nạp; thay vào đó, hai bên đối mặt với nhau bình đẳng, mỗi bên tuân thủ các phong tục của riêng mình. Việc các nhà truyền giáo Dòng Tên thuyết phục nhà Thanh giảm bớt số lượng quân hiện diện và thuyết phục đại diện nhà Thanh đến đàm phán cho thấy họ nhận trách nhiệm cá nhân trong việc làm cho cuộc đàm phán thành công, và họ đã nâng cao lòng tin của cả hai bên đối với nhau.
Vào ngày thứ hai, các cuộc đàm phán lại đổ vỡ. Phái đoàn nhà Thanh yêu cầu bên kia xin chỉ thị thêm từ Moskva, nhưng người Nga từ chối, cho rằng điều này sẽ giúp quân đội nhà Thanh có thời gian đánh chiếm Nerchinsk. Đại diện nhà Thanh cho rằng quân của họ hiện đã bao vây Albazin, ngụ ý rằng có thể dễ dàng tấn công Nerchinsk. Người Nga trả lời rằng họ không sợ quân Thanh, và rằng đe dọa chiến tranh không phải là điều thường thấy trong các cuộc đàm phán. Người Nga nghi ngờ rằng các nhà truyền giáo đang can thiệp vào các cuộc thảo luận, và đề nghị tiến hành thêm thảo luận bằng tiếng Mông Cổ. Tuy nhiên, các sứ thần nhà Thanh nhấn mạnh việc sử dụng tiếng Latinh, đồng thời đảm bảo rằng các tu sĩ Dòng Tên không tham gia vào các cuộc thảo luận chiến lược của họ. Các sứ thần nhà Thanh từ chối nhượng bộ về yêu sách lãnh thổ, nhưng đề nghị rằng họ sẽ cho phép người Nga giữ lại Nerchinsk, nhưng chỉ đơn giản là với danh nghĩa một trạm thương mại. Đề xuất này đã bị từ chối, đại diện nhà Thanh quay trở lại lều.
Vào buổi tối cùng ngày, các sứ thần nhà Thanh quyết định tạm dừng đàm phán và chuẩn bị chiến tranh, nói với quân đội tại Albazin sẵn sàng tấn công. Pereira nhắc lại với đại diện nhà Thanh rằng đây không phải là ý định của hoàng đế và rõ ràng rằng người Nga muốn hòa bình. Ông cũng bảo vệ danh dự của các nhà đàm phán Nga, phân biệt họ với những người thuộc tầng lớp thấp đã gây ra rất nhiều rắc rối ở Siberia.
Theo Gerbillon, phái đoàn nhà Thanh đồng ý nhường Selenginsk và Nerchinsk cho người Nga, nhưng kiên quyết yêu cầu phá bỏ Albazin. Các nhà truyền giáo Dòng Tên cũng phải đảm bảo với người Mãn về lòng trung thành trước khi họ có thể khôi phục quyền kiểm soát thông tin liên lạc vì các nhà đàm phán nhà Thanh đã cố gắng qua mặt họ. Họ cũng tuyên bố rằng người Nga sẽ từ bỏ Albazin và một phần lãnh thổ giữa Albazin và Nerchinsk ở phía bắc.
Vào ngày 25 tháng 8, các tu sĩ Dòng Tên đến thăm lều bên Nga với các đề xuất từ phía nhà Thanh. Họ đề nghị thiết lập ranh giới dọc theo sông Shilka, chảy về phía bắc đến sông Amur. Người Nga sẽ kiểm soát lãnh thổ ở phía tả ngạn và nhà Thanh ở phía hữu ngạn. Tài sản của Nga ở hữu ngạn sông có thể di chuyển sang bên kia. Các nhà truyền giáo nói rằng người Nga phải từ bỏ Albazin, nhưng việc phân định lãnh thổ phía bắc Albazin vẫn còn mơ hồ. Họ cam đoan rằng nhà Thanh sẽ làm mọi thứ có thể để đạt được thỏa thuận. Golovin cho rằng không thể từ bỏ Albazin và các pháo đài khác, và không thể cho phép những kẻ phản bội đào ngũ được ở lại lãnh thổ nhà Thanh. Golovin cũng yêu cầu đại diện nhà Thanh gửi một bản đồ để làm rõ vị trí ranh giới. Các quan chức nhà Thanh trả lời rằng họ sẽ trục xuất tất cả người Nga bị bắt trong vùng, nhưng không thể từ bỏ thêm lãnh thổ. Cuộc thảo luận này, cùng với các hồ sơ lưu trữ, thư từ ngoại giao hai bên, chứng tỏ rằng cạnh tranh về lòng trung thành của những người di động trong khu vực là một trong những nguyên nhân gây căng thẳng chính giữa nhà Thanh và Sa quốc Nga, không kém quan trọng so với việc phân định biên giới.
Vào ngày 26 tháng 8, Golovin cử một sứ giả mang theo một bản đồ để xác định lãnh thổ tranh chấp. Phái đoàn nhà Thanh cũng cung cấp bản đồ của riêng mình. Họ đề xuất thiết lập ranh giới dọc theo sông Gorbitsa, qua Ngoại Hưng An Lĩnh kéo dài về phía Đông Nam tới Biển Bắc hay còn gọi là Biển Okhotsk;  lãnh thổ phía tây và phía bắc dãy núi thuộc về Nga, còn khu vực phía đông và phía nam thuộc về Trung Quốc. Phía nam của sông Kerbechi, ranh giới nên đi theo sông Argun. Nhà Thanh cũng đề nghị người Nga không nên tiến vào lãnh thổ của người Khalkha, vốn đã quy thuận Trung Quốc trước đó.
Golovin vẫn cố gắng giữ lại Albazin, nhưng mối quan tâm chính của ông là yêu sách của nhà Thanh với người Khalkha. Nhà Thanh muốn vạch ra ranh giới giữa Ngoại Mông và Siberia, đồng thời bảo vệ người Khalkha. Golovin lập luận rằng đây là những người di động, những người mà nhà Thanh chưa bao giờ có bất kỳ quyền lực thực tế nào. Một số bộ lạc người Khalkha từng tấn công Nga và bị quân đội của Sa hoàng khuất phục. Người Khalkha chỉ quy phục nhà Thanh khi giao tranh với Cát Nhĩ Đan, nhưng đây chỉ là tạm thời. Golovin từ chối đàm phán về biên giới Mông Cổ, cho rằng ông không có chỉ thị nào từ Sa hoàng. Các sứ thần nhà Thanh đồng ý trì hoãn  việc phân định biên giới phía tây cho đến khi người Oirat và Khalkha hòa bình trở lại. Một vấn đề khác là sự hiện diện Nga ở vùng phía đông của ranh giới đề xuất. Golovin đưa ra câu hỏi liên quan đến một số tòa nhà người Nga xây dựng. Các sứ thần nhà Thanh đồng ý rằng người Nga có thể chuyển những công trình này sang bên kia. Đến cuối ngày, hai bên đã gần giải quyết được tất cả các vấn đề ngoại trừ các pháo đài ở Albazin và Nerchinsk.
Khi sắp đạt được thỏa thuận, người Nga quay trở lại lập trường ban đầu. Vì đây là hai tiền đồn chính của Nga trong khu vực, Golovin cảm thấy cần phải giữ lại và đề xuất thay đổi ranh giới. Nghe tin này, phái đoàn Trung Quốc tập hợp quân đội phong tỏa Nerchinsk, chuẩn bị kích động dân bản địa vùng lân cận nổi dậy, và cử người chuẩn bị chiếm Albazin. Người Nga, bên kia đã chuẩn bị cho phòng thủ, các công sự ở Nerchinsk được củng cố.
Tuy nhiên, có thể nói cả 2 bên đều không tự tin chiến thắng trong trường hợp xung đột xảy ra. Các nhà truyền giáo thuyết phục nhà Thanh tìm hiểu ý định của người Nga và gợi ý rằng người Nga có thể từ bỏ Albazin nếu có thể giữ lại Nerchinsk. Do vậy, khi một thông dịch viên bên Nga đến lều bên Trung Quốc, họ nhanh chóng tận dụng cơ hội. Gerbillon một lần nữa đến lều bên Nga để tìm hiểu các yêu sách chính xác của Nga. Phía nhà Thanh đưa ra các thay đổi về lãnh thổ, cùng sự đe dọa vũ lực, và Golovin cuối cùng đã chấp nhận. Nhà Thanh đề xuất vẽ biên giới ở sông Argun, phía đông sông Shilka. Họ sẽ không từ bỏ Albazin. Pháo đài Nga ở hữu ngạn sông Argun sẽ được chuyển sang bên tả ngạn (phía bắc). Đồng thời, nhà Thanh tập hợp một số lượng lớn người Ongud và Buriat bỏ trốn từ lãnh thổ Nga sang xung quanh Nerchinsk. Bản thân các sứ thần nhà Thanh lại có ý định đối đầu quân sự, nhưng Gerbillon đã thuyết phục. Người đứng đầu Nerchinsk lúc đầu đã thuyết phục Golovin thực hiện một đường lối cứng rắn, nhưng sau đó, nhân ra mình bắt lợi về mặt quân sự, ông từ bỏ yêu sách đối với Albazin, trong khi vẫn muốn giữ quyền kiểm soát pháo đài Argun cũng như các nguồn muối và khoáng sản ở phía bắc.
Vào ngày hôm sau, Golovin cử sứ giả đến yêu cầu nhà Thanh soạn thảo các điều ước hòa bình. Bên cạnh việc phân định biên giới, dự thảo cũng bao gồm một số điều như tước vị ngang bằng giữa hoàng đế Trung Hoa và Sa hoàng; đại sứ hai bên được đối xử một cách tôn trọng; tự do đi lại và thương mại giữa hai bên. Đối với 2 điều đầu, phái đoàn Trung Quốc trả lời rằng họ không có chỉ thị từ hoàng đế, nhưng đảm bảo rằng phái đoàn Nga sẽ luôn được đối xử với sự tôn trọng ở Trung Quốc. Họ cũng đồng ý với điều khoản thứ ba, nhưng từ chối đưa vào, cho rằng vấn đề thương mại quá nhỏ nhặt đối với một hiệp ước ngoại giao. Vào ngày 30 tháng 8, các nhà truyền giáo dịch thỏa thuận này sang tiếng Latinh để hai bên thảo luận.
Liên quan đến việc phân định ranh giới, một vấn đề mới nhanh chóng nảy sinh. 2 bên nhận ra rằng dãy Stanovoi (dãy Ngoại Hưng An Lĩnh) không kết thúc ở bờ biển mà chia thành hai dãy; dãy lớn quay về hướng bắc, trong khi dãy nhỏ hướng về phía nam. Giữa hai dãy là một vùng đất trù phú rộng lớn bồi đắp bởi bởi sông Uda. Nhà Thanh tuyên bố dùng dãy lớn, trong khi người Nga khẳng định rằng họ đã đồng ý với dãy nhỏ làm ranh giới.
Vào đầu tháng 9 năm 1689, đại diện nhà Thanh lo ngại đàm phán đổ vỡ và có thể phải chịu sự trừng phạt từ hoàng đế. Các nhà truyền giáo một lần nữa được cử đến chỗ người Nga để đàm phán. Phái đoàn Nga sau đó gửi một bức thư cho bên Trung Quốc, đề nghị để nguyên vùng đất này, chưa phân định ranh giới, và đại diện nhà Thanh đồng ý với điều này. Vào thời điểm đó, cả hai bên có lẽ đã quá mệt mỏi để đưa ra thêm bất kỳ vấn đề nào. Bên Trung Quốc từ bỏ yêu sách về Gantimur vì ông ta đã chết một thời gian trước đó và hậu duệ của Gantimur không có quá nhiều ảnh hưởng. Thay vào đó, đại diện nhà Thanh chỉ đề xuất rằng trong tương lai hai bên không nên chứa chấp những kẻ đào tẩu từ bên kia. Hai bên hoàn thành các đàm phán ban đầu và bắt đầu soạn thảo bản chính của điều ước.
Vào ngày 6 tháng 9, bản cuối cùng của điều ước, được viết bằng tiếng Latinh, tiếng Mông Cổ, tiếng Mãn, tiếng Trung và tiếng Nga, đã được đại diện hai bên ký, đóng dấu và tuyên thệ. Người Nga giao một bản bằng tiếng Latinh và một bản bằng tiếng Nga cho đại diện nhà Thanh, còn nhà Thanh trao một bản bằng tiếng Latinh và một bản bằng tiếng Mãn cho người Nga. Bản Latinh đã được cả hai bên ký và đóng dấu, và coi là chính thức. Gerbillon nói rằng Khang Hy lệnh cho đại diện nhà Thanh tuyên thệ trước Chúa, bởi vì ông tin rằng điều này vô cùng thiêng liêng với người Nga và họ sẽ không làm trái thỏa thuận. Năm 1690, Khang Hy ra lệnh đặt đá ranh giới trên sông Kerbechi và các điểm biên giới khác.

### Ý nghĩa của Điều ước Nerchinsk
Với Điều ước Nerchinsk, vốn quy định chặt chẽ quan hệ giữa nhà Thanh và Nga, ngăn chặn bất kỳ sự can thiệp nào vào việc nội bộ của nhau, Khang Hy có thể tập trung toàn lực để đánh bại Cát Nhĩ Đan ở Trung Á. Moskva hứa sẽ giữ thái độ trung lập, không giúp đỡ người Oirat, và nhà Thanh đã ngăn cản một liên minh chống Thanh. Đối với nhà Thanh, người Oirat mang đến mối đe dọa lớn hơn nhiều so với người Nga, và nếu Điều ước Nerchinsk chưa được ký kết, rất có thể Nga sẽ liên minh với Cát Nhĩ Đan để chống lại người Khalka và Trung Quốc. Trên thực tế, Cát Nhĩ Đan đã nhiều lần cử người tới Nga để tìm kiếm viện trợ hoặc liên minh. Vào tháng 7 năm 1689, Cát Nhĩ Đan cử người đến Moskva để cải thiện mối quan hệ song phương với hy vọng rằng Nga sẽ giúp đỡ chống lại người Khalka và nhà Thanh. Vào tháng 3 năm 1690, khi Golovin trên đường trở về, ở Irkutsk, Cát Nhĩ Đan đã cử người gửi một lá thư đề xuất một liên minh tới Golovin, Cát Nhĩ Đan gửi một lần nữa tới Tolbolsk vào tháng 8 cùng năm, và một lần nữa đến Nerchinsk. Nga, vừa ký Điều ước Nerchinsk, không có tâm trạng liên minh với người Oirat. Trong khi đó, năm 1690, trên cơ sở thỏa thuận, Khang Hy cảnh báo Nga không được giúp đỡ Cát Nhĩ Đan. Do đó, vào năm 1696, Nga từ chối khi Cát Nhĩ Đan nhờ giúp đỡ. Năm 1696, Khang Hy viễn chinh tấn công Cát Nhĩ Đan và đánh bại hoàn toàn người Oirat. Năm 1697, Cát Nhĩ Đan trốn vào sa mạc và qua đời.
Điều ước Nerchinsk kết thúc cuộc xung đột biên giới Nga - Thanh là thỏa thuận đầu tiên mà nhà Thanh ký với một nhà nước phương Tây. Thỏa thuận này phản ánh sự cân bằng quyền lực tổng thể trong khu vực, cũng như cho thấy Nga ưu tiên quan hệ thương mại với Trung Quốc hơn là lãnh thổ.
Về mặt biểu tượng, Điều ước này đánh dấu một sự thay đổi trong quan hệ đối ngoại của Trung Quốc và một sự khác biệt lớn so với các tập quán truyền thống của Trung Quốc, vì đây có lẽ là thỏa thuận đầu tiên của Trung Quốc dường như thừa nhận bình đẳng với nước ngoài, không có những nghi thức thông thường của nhà Thanh. Hai bên đối xử bình đẳng với nhau, thể hiện rõ qua cách thức tiến hành đàm phán tại Nerchinsk, cách thức soạn thảo hiệp ước và thủ tục ký kết hiệp ước. Đây cũng là lần đầu tiên một cường quốc châu Âu yêu cầu Trung Quốc chấp nhận một khuôn mẫu thông luật quan hệ quốc tế nhất định, bao gồm bình đẳng giữa các quốc gia, trao đổi các đại diện ngoại giao, việc trực tiếp nguyên thủ quốc gia, và quyền tự do thương mại, những điều vốn không thường thấy với Trung Quốc.
Các bên trung gian đóng một vai trò quan trọng trong việc dịch thuật và thu hẹp khoảng cách văn hóa giữa 2 bên. Các nhà truyền giáo Dòng Tên có một vai trò đáng kể trong các cuộc đàm phán. Chính sự đóng góp của các tu sĩ Dòng Tên mà lần đầu tiên một số nguyên tắc và thông luật quốc tế được đưa vào Trung Quốc.
Theo Điều ước Nerchinsk, cả hai bên đồng ý giữ lại những người đào tẩu trước năm 1689 nhưng hứa không chứa chấp những kẻ đào tẩu từ bên kia trong tương lai. Sự đảo ngược chính sách này của Nga không chỉ đơn giản là thỏa hiệp với yêu cầu của nhà Thanh, mà là một động thái ngoại giao được tính toán kỹ lưỡng, nhằm mang lại lợi ích cho cả Nga và Trung Quốc trong khu vực. Nếu như nhà Thanh phải vật lộn để kiểm soát những người như Gantimur, Lopsodeiko và những người Hán đào tẩu, người Nga cũng gặp khó khăn trong việc kiểm soát cư dân của họ. Việc có một điều ước hòa bình với điều khoản dẫn độ phục vụ cho mục đích của Nga là đưa quyền lực của nhà nước, cũng như pháp luật và trật tự đến vùng biên giới.

### Phái đoàn Ides
Năm 1692, Pyotr I của Nga cử Ides đi sứ Trung Quốc với mục đích xác nhận điều ước năm 1689, và cải thiện điều kiện thương mại hai bên. Ông lên đường từ Moskva vào tháng 3 năm 1692, và đến Bắc Kinh vào tháng 11 năm 1693.
Năm 1691, chính quyền Moskva nhận được báo cáo rằng một nhóm người Mông Cổ ở Siberia trốn qua biên giới sang Trung Quốc. Trong khi đó, dù các thương nhân Nga đã đến Bắc Kinh nhiều lần nhưng họ vẫn ở trong tình trạng bất định, không chắc chắn. Nga không hài lòng với điều này. Để chính quy hóa hơn nữa các mối quan hệ thương mại 2 bên, và giải quyết vấn đề của những người trốn quá biên giới, Sa hoàng đã đưa ra chỉ thị cho Ides thiết lập các mối quan hệ thương mại, giải quyết các vấn đề biên giới, yêu cầu dẫn độ những người bỏ trốn và tìm hiểu thái độ của nhà Thanh với Điều ước Nerchinsk.
Tuy nhiên, mục đích chính của phái đoàn là đảm bảo một số đặc quyền thương mại và giải quyết một số vấn đề ngoại giao theo Điều ước Nerchinsk. Nói cách khác, Ides đã cố gắng thực hiện một số thỏa thuận theo điều ước đã quy định. Năm 1693, trong khi phái đoàn Ides vẫn còn ở Bắc Kinh, Nga đã gửi trở lại hai người bỏ trốn sang Siberia. Một số người Nga đã vượt qua biên giới về phía nam để đi săn; nhà Thanh viết thư cho voivode ở Nerchinsk, yêu cầu gọi họ lại và trừng phạt, đồng thời không việc tương tự xảy ra. Vào năm 1695, Nga trục xuất trở lại Trung Quốc 1 thủ lĩnh Mông Cổ nổi dậy.
Thông qua phái đoàn Ides, cả Nga và Trung Quốc đều biết được thái độ của nhau đối với Điều ước Nerchinsk. Ý nghĩa của phái đoàn với việc xác nhận Điều ước, trên thực tế, tương đương với việc phê chuẩn. Sau khi kết thúc sứ mệnh của mình, Ides rời Bắc Kinh vào tháng 2 năm 1694 và về Moskva vào tháng 1 năm sau.

## Trích dẫn
1. ↑  Li & Cribb (2014), tr. 24-28.
2. ↑  Li & Cribb (2014), tr. 28.
3. ↑  Li & Cribb (2014), tr. 36-40.
4. ↑  Li & Cribb (2014), tr. 40.
5. 1 2  Perdue (2010), tr. 344.
6. ↑  Li & Cribb (2014), tr. 27; Stolberg (2000), tr. 323; Kang (2014), tr. 128-132; Ivanov (2009), tr. 338-340.
7. ↑  Christian (2018), tr. 177.
8. ↑  Li & Cribb (2014), tr. 39-42.
9. ↑  Ivanov (2009), tr. 340.
10. ↑  Chen (1966), tr. 40; Perdue (2010), tr. 344; Hsü (1964), tr. 689; Forsyth (1992), tr. 104-105; Afinogenov (2020), tr. 34; Kang (2014), tr. 132.
11. ↑  Afinogenov (2020), tr. 34.
12. ↑  Ivanov (2009), tr. 341.
13. ↑  Chen (1966), tr. 40; Hartley (2014), tr. 14; Li & Cribb (2014), tr. 43; Forsyth (1992), tr. 104; Kang (2014), tr. 132-134.
14. ↑  Chen (1966), tr. 40.
15. ↑  Kang (2014), tr. 134-135.
16. ↑  Kang (2014), tr. 135.
17. ↑  Li & Cribb (2014), tr. 46.
18. ↑  Kang (2014), tr. 135-136.
19. 1 2  Kang (2014), tr. 136.
20. ↑  Chen (1966), tr. 41.
21. 1 2  Kang (2014), tr. 137.
22. ↑  Chen (1966), tr. 41-42.
23. ↑  Forsyth (1992), tr. 104.
24. 1 2  Li & Cribb (2014), tr. 47.
25. 1 2  Forsyth (1992), tr. 105.
26. 1 2  Kang (2014), tr. 160.
27. ↑  Ivanov (2009), tr. 344-345.
28. ↑  Kang (2014), tr. 158-160.
29. ↑  Peterson (2016), tr. 166.
30. 1 2  Chen (1966), tr. 43.
31. ↑  Kang (2014), tr. 160-163.
32. ↑  Andrade (2016), tr. 193.
33. ↑  Kang (2014), tr. 163.
34. 1 2  Ivanov (2009), tr. 342.
35. 1 2  Ivanov (2009), tr. 336-337.
36. ↑  Kang (2014), tr. 163-164.
37. ↑  Ivanov (2009), tr. 342-343.
38. ↑  Kang (2014), tr. 164-165.
39. ↑  Kang (2014), tr. 166.
40. ↑  Kang (2014), tr. 167.
41. ↑  Andrade (2016), tr. 194.
42. ↑  Kang (2014), tr. 168.
43. ↑  Andrade (2016), tr. 195.
44. ↑  Kang (2014), tr. 169.
45. ↑  Chen (1966), tr. 44-45.
46. ↑  Perdue (2010), tr. 345.
47. ↑  Chen (1966), tr. 45; Andrade (2016), tr. 219-220; Li & Cribb (2014), tr. 50-53; Forsyth (1992), tr. 107; Kang (2014), tr. 178.
48. 1 2 3  Chen (1966), tr. 76.
49. ↑  Li & Cribb (2014), tr. 48.
50. 1 2  Ivanov (2009), tr. 343-344.
51. ↑  Chen (1966), tr. 46.
52. ↑  Li & Cribb (2014), tr. 48-49.
53. ↑  Forsyth (1992), tr. 108.
54. ↑  Ivanov (2009), tr. 344.
55. ↑  Li & Cribb (2014), tr. 51.
56. ↑  Ivanov (2009), tr. 345.
57. ↑  Spence (2012), tr. 48-51.
58. ↑  Chen (1966), tr. 48-55; Afinogenov (2020), tr. 30; Perdue (2010), tr. 346; March (1996), tr. 44-45; Monahan (2016), tr. 55; Burton (1997), tr. 269.
59. ↑  Chen (1966), tr. 55-58.
60. ↑  March (1996), tr. 45.
61. ↑  Perdue (2010), tr. 346; March (1996), tr. 44-45; Monahan (2016), tr. 55; Burton (1997), tr. 287-288; Ivanov (2009), tr. 346.
62. ↑  Chen (1966), tr. 46, 59-62; March (1996), tr. 45-46; Forsyth (1992), tr. 108; Peterson (2002), tr. 151; Ivanov (2009), tr. 346.
63. ↑  Chen (1966), tr. 47, 63-76; March (1996), tr. 46-47; Perdue (2010), tr. 346; Peterson (2002), tr. 151; Christian (2018), tr. 180; Ivanov (2009), tr. 346-347.
64. ↑  Ivanov (2009), tr. 347-349.
65. 1 2  Li & Cribb (2014), tr. 56.
66. ↑  Chen (1966), tr. 78; Li & Cribb (2014), tr. 54-56; Andrade (2016), tr. 220-221; Peterson (2002), tr. 151; Kang (2014), tr. 178-179.
67. ↑  Chen (1966), tr. 77.
68. ↑  Chen (1966), tr. 78-79.
69. ↑  Chen (1966), tr. 79.
70. ↑  Alexandrov (1969), tr. 120-123.
71. ↑  Ivanov (2009), tr. 347-348.
72. ↑  Besrozvannykh (1986), tr. 61.
73. ↑  Alexandrov (1969), tr. 127-128.
74. ↑  Chen (1966), tr. 80-81; Andrade (2016), tr. 221-223; Peterson (2002), tr. 152; Spence (2012), tr. 63-64; Alexandrov (1969), tr. 129-133; Kang (2014), tr. 179; Besrozvannykh (1986), tr. 64-65.
75. 1 2  Alexandrov (1969), tr. 133-134.
76. ↑  Alexandrov (1969), tr. 129.
77. ↑  Alexandrov (1969), tr. 120-122, 130-131.
78. ↑  Chen (1966), tr. 80-82; Andrade (2016), tr. 223-225; Kang (2014), tr. 179; Hsü (1964), tr. 691.
79. ↑  Chen (1966), tr. 82.
80. ↑  Andrade (2016), tr. 225-226.
81. 1 2  Chen (1966), tr. 82; Spence (2012), tr. 64; Kang (2014), tr. 179-180; Hsü (1964), tr. 691.
82. ↑  Andrade (2016), tr. 226.
83. ↑  Andrade (2016), tr. 227.
84. ↑  Andrade (2016), tr. 228-230.
85. ↑  Chen (1966), tr. 82-84, 119.
86. 1 2 3 4  Perdue (2010), tr. 347.
87. ↑  Hsü (1964), tr. 689-690.
88. ↑  Perdue (2010), tr. 346-347.
89. ↑  Spence (2012), tr. 65.
90. ↑  Chen (1966), tr. 83-86.
91. ↑  Kang (2014), tr. 180.
92. ↑  Ivanov (2009), tr. 335.
93. ↑  Chen (1966), tr. 87-88.
94. ↑  Chen (1966), tr. 88.
95. ↑  Chen (1966), tr. 88-89.
96. ↑  Peterson (2002), tr. 152-153.
97. ↑  Perdue (2010), tr. 343.
98. ↑  Chen (1966), tr. 89.
99. ↑  Chen (1966), tr. 89-90.
100. ↑  Chen (1966), tr. 90-91.
101. ↑  Chen, tr. 91-92.
102. ↑  Christian (2018), tr. 181.
103. 1 2  Chen (1966), tr. 92.
104. ↑  Perdue (2010), tr. 347-348.
105. 1 2  Perdue (2010), tr. 348.
106. ↑  Perdue (2010), tr. 348-349.
107. ↑  Perdue (2010), tr. 349.
108. 1 2 3  Perdue (2010), tr. 350.
109. 1 2  Ivanov (2009), tr. 333.
110. 1 2  Chen (1966), tr. 93.
111. ↑  Chen (1966), tr. 94.
112. 1 2 3 4  Perdue (2010), tr. 351.
113. ↑  Perdue (2010), tr. 350-351.
114. 1 2  Chen (1966), tr. 94-95.
115. ↑  Chen (1966), tr. 96-97.
116. ↑  Chen (1966), tr. 97.
117. ↑  Chen (1966), tr. 99.
118. ↑  Chen (1966), tr. 100.
119. ↑  Chen (1966), tr. 19, 95, 97, 98, 105; Hsü (1964), tr. 691-692; Kang (2014), tr. 180; Spence (2012), tr. 64; Lary (2007), tr. 51; Christian (2018), tr. 181; Peterson (2002), tr. 152-153; Peterson (2016), tr. 128.
120. ↑  Afinogenov (2020), tr. 34; Hsü (1964), tr. 692; Perdue (2010), tr. 341; Peterson (2016), tr. 342-343; Li (2012), tr. 314-315.
121. ↑  Afinogenov (2020), tr. 35; Chen (1966), tr. 104-105; Perdue (2010), tr. 341; Christian (2018), tr. 180; Monahan (2016), tr. 90, 205.
122. ↑  Chen (1966), tr. 95; Perdue (2010), tr. 341; Christian (2018), tr. 181; Spence (2012), tr. 64; Lary (2007), tr. 51.
123. ↑  Perdue (2010), tr. 342.
124. ↑  Chen (1966), tr. 96.
125. ↑  Ivanov (2009), tr. 349-350.
126. ↑  Chen (1966), tr. 101-102.
127. ↑  Chen (1966), tr. 103.
128. 1 2  Chen (1966), tr. 104.